# Edith Hall
Pour les articles homonymes, voir Hall.
Edith Hall, née en 1959, est une helléniste anglaise, professeur de langue et de civilisation antiques au King’s College de Londres et membre depuis 2014 de l’Académie européenne.

## Biographie
Fille d’un pasteur anglican, elle est l'épouse du journaliste Richard Poynder.
Elle obtient en 1982 un B.A. Hons au Wadham College d’Oxford et, en 1988, son doctorat au St Hugh’s College, d'Oxford.
Elle enseigne ensuite aux universités de Cambridge (1987-1989), Reading (1990-1995), Oxford (1987-1988, 1989-1990, 1995-2001) et Durham (2002-2006).
De 2006 à 2011, elle enseigne au Royal Holloway de l'université de Londres et dirige le Centre for the Reception of Greece and Rome.
Le Guardian en 2011 voit en elle l'une des plus grandes hellénistes du pays et l’une des plus grandes homéristes du monde.
Elle a écrit une thèse qui fut récompensée en 2012. Depuis cette année-là, elle préside le « Gilbert Murray Trust ».
Elle est professeur du « Department of Classics and Center for Hellenic Studies » (département de la culture classique et Centre pour les études helléniques » au King’s College de Londres et « Consultant Director » des Archives du Théâtre grec et romain à l'université d'Oxford.
Elle intervient très souvent à la radio, à la télévision et dans la presse.
En 2015, elle obtient la médaille Érasme de l'Académie européenne. Elle est docteure honoris causa de l'université d’Athènes (2017) et de l'université de Durham (2022).

## Publications
- Inventing the Barbarian : Greek Self-Definition through Tragedy (L’Invention du Barbare : l'identité grecque d’après les tragédies), Oxford University Press, 1989.
- Sophocles' Antigone, Oedipus the King, Electra (Antigone, Œdipe-Roi, Électre de Sophocle), Oxford University Press, 1989.
- Aeschylus' Persians (Les Perses d'Eschyle, édition avec traduction et commentaire), 1996.
- Medea in Performance (Médée en scène), Legenda, 2000.
- Dionysus since 69 : Greek Tragedy : Greek Tragedy at the Dawn of the Third Millennium (Dionysos depuis 69 : la tragédie grecque à l'aube du troisième millénaire), 2004.
- (avec Fiona Macintosh) Greek Tragedy and the British Theatre 1660-1914 (La Tragédie grecque et le théâtre de Grande-Bretagne entre 1660-1914), 2005.
- The Theatrical Cast of Athens : Interactions between Ancient Greek Drama & and Society (La Caste théâtrale d'Athènes : les interactions entre le théâtre de la Grèce Antique et la société), 2006.
- Agamemnon in Performance (Agamemnon en scène), Oxford University Press, 2007.
- (avec Emma Bridges et P. J. Rhodes) Cultural Responses to the Persian Wars (Réponses culturelles aux Guerres médiques), Oxford University Press, 2007.
- Aristophanes in Performance (Aristophane en scène), Legenda, 2007.
- The Return of Ulysses: A Cultural History of Homer's Odyssey, Oxford University Press, 2007.
- Greek Tragedy: Suffering Under the Sun, Oxford University Press, 2010.
- Theorising Performance, Duckworth, 2010.
- Reading Ancient Slavery, Bloomsbury, 2010.
- India, Greece and Rome 1757–2007, Institute of Classical Studies, 2010.
- Ancient Slavery and Abolition, Oxford University Press, 2011.
- Adventures with Iphigenia in Tauris: A Cultural History of Euripides' Black Sea Tragedy, Oxford University Press, 2013.
- Introducing the Ancient Greeks: From Bronze Age Seafarers to Navigators of the Western Mind, W. W. Norton, 2014.
- (avec Rosie Wyles) Women Classical Scholars: Unsealing the Fountain from the Renaissance to Jacqueline de Romilly, Oxford University Press, 2016.